# Aulus Virgini Tricost Celiomontà (cònsol 469 aC)
Aulus Virgini Tricost Celiomontà (llatí: Aulus Virginius A. f. A. n. Tricostus Cæliomontanus) va ser un magistrat romà. Formava part de la família Tricost, una branca de la gens Virgínia. El nom Celiomontà prové del fet que la seva branca familiar tenia la mansió al turó anomenat Celi.
Era fill d'Aulus Virgini Tricost Celiomontà i va ser elegit cònsol l'any 469 aC. Va lluitar contra els eques als que finalment va poder derrotar gràcies a la valentia dels seus soldats, tot i que l'exèrcit romà gairebé estava destruït per una negligència del cònsol.